# St. Michael (Steyr)

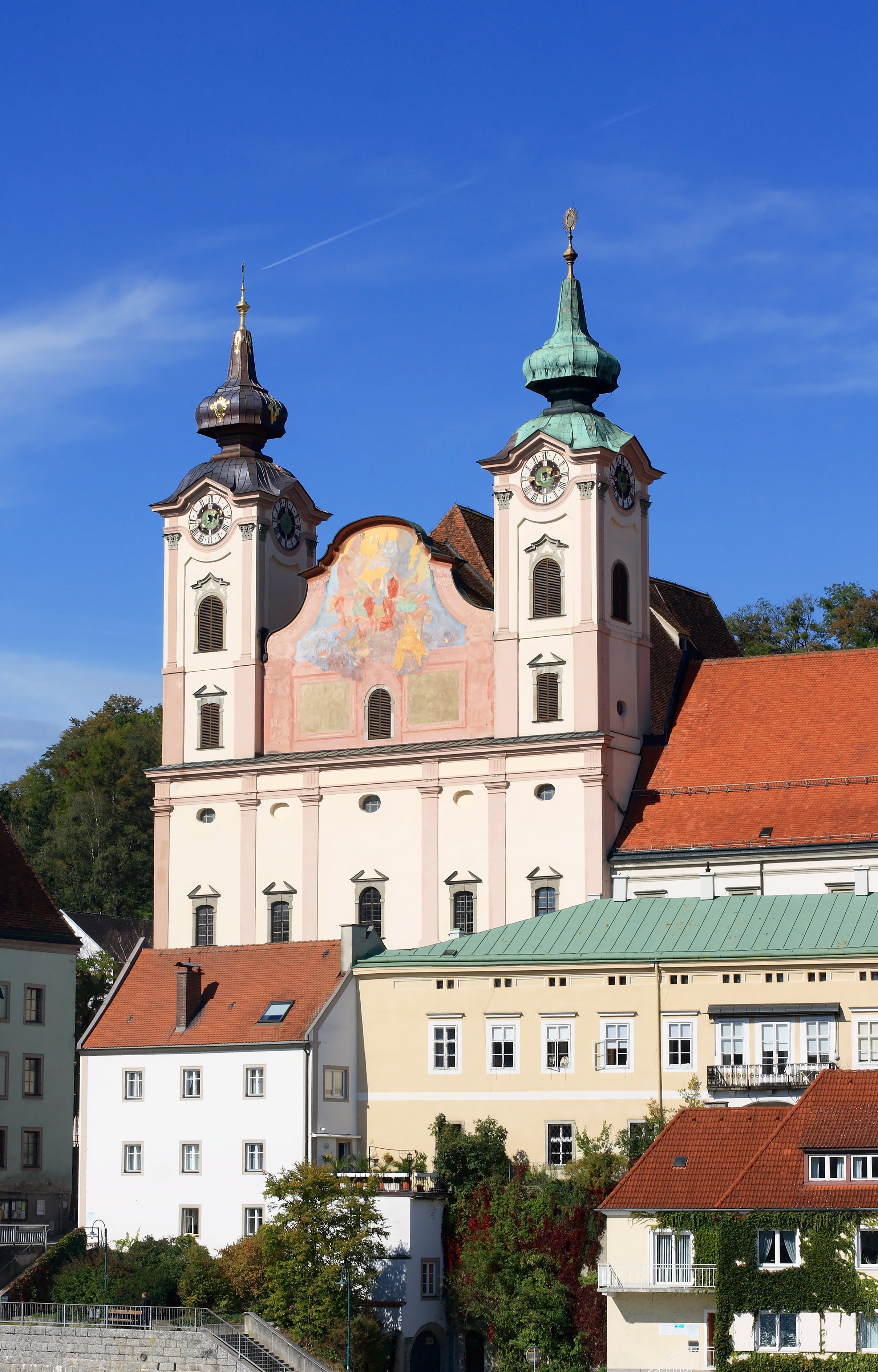
Blick von der Ennsbrücke auf die Michaelerkirche in Steyr

St. Michael, auch Michaelerkirche, im Stadtteil Steyrdorf der Stadtgemeinde Steyr in Oberösterreich ist eine römisch-katholische Pfarrkirche. Sie gehört zum Dekanat Steyr in der Diözese Linz und steht unter Denkmalschutz. Die ehemalige Jesuitenkirche prägt mit ihrer erhöhten Lage an der Mündung der Steyr in die Enns das Stadtbild von Steyr.

## Geschichtlicher Überblick
Der Sieg über die von Osten hereinbrechenden Türken brachte der Architektur neue Impulse – der Barockstil wurde zum Ausdruck der großen Erneuerung des kulturellen und kirchlichen Lebens. Die katholische Restauration war ein weiterer Indikator für die überschwängliche Erneuerungsphase in der Steyrer Kirchenlandschaft.
In der Zeit von 1635 bis 1681 entstanden in Steyr, das bisher Zentrum der evangelischen Glaubensgemeinschaft war, drei barocke Klosteranlagen: die Michaelerkirche, die Dominikanerkirche und die Kirche der Cölestinerinnen. 1551 holte der römisch-deutsche König und spätere Kaiser Ferdinand I. Jesuiten nach Österreich. Der Orden eröffnete in größeren Städten Gymnasien und Lateinschulen, da er neben der Seelsorge die Jugenderziehung als wesentliche Aufgabe betrachtete. Eine tatkräftige Förderung erhielt der Orden in Steyr durch den Burggrafen Siegismund von Lamberg und den Garstner Abt Anton Spindler. Es kam zur Gründung einer Residenz der Jesuiten.

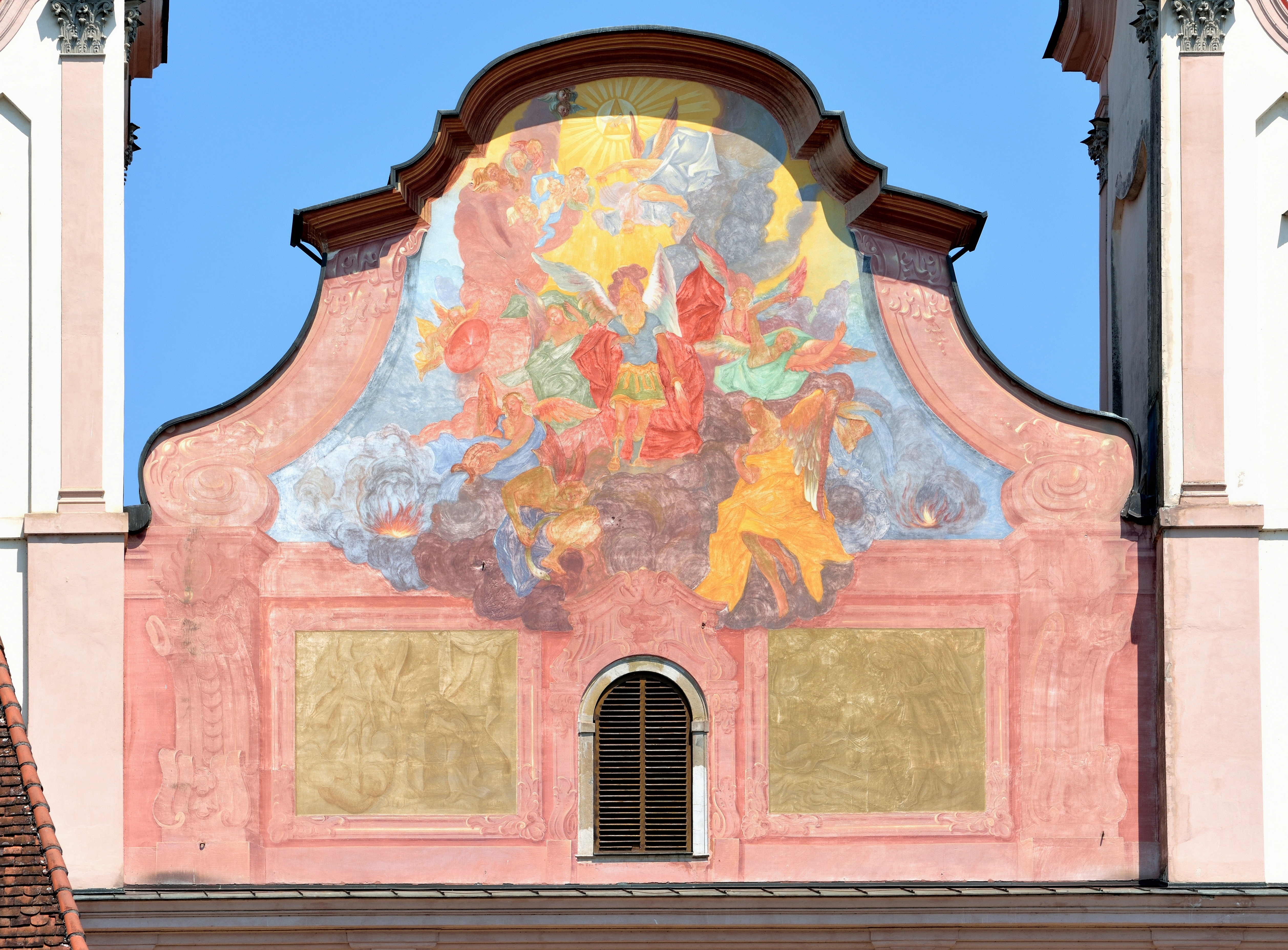
Das Giebelfresko

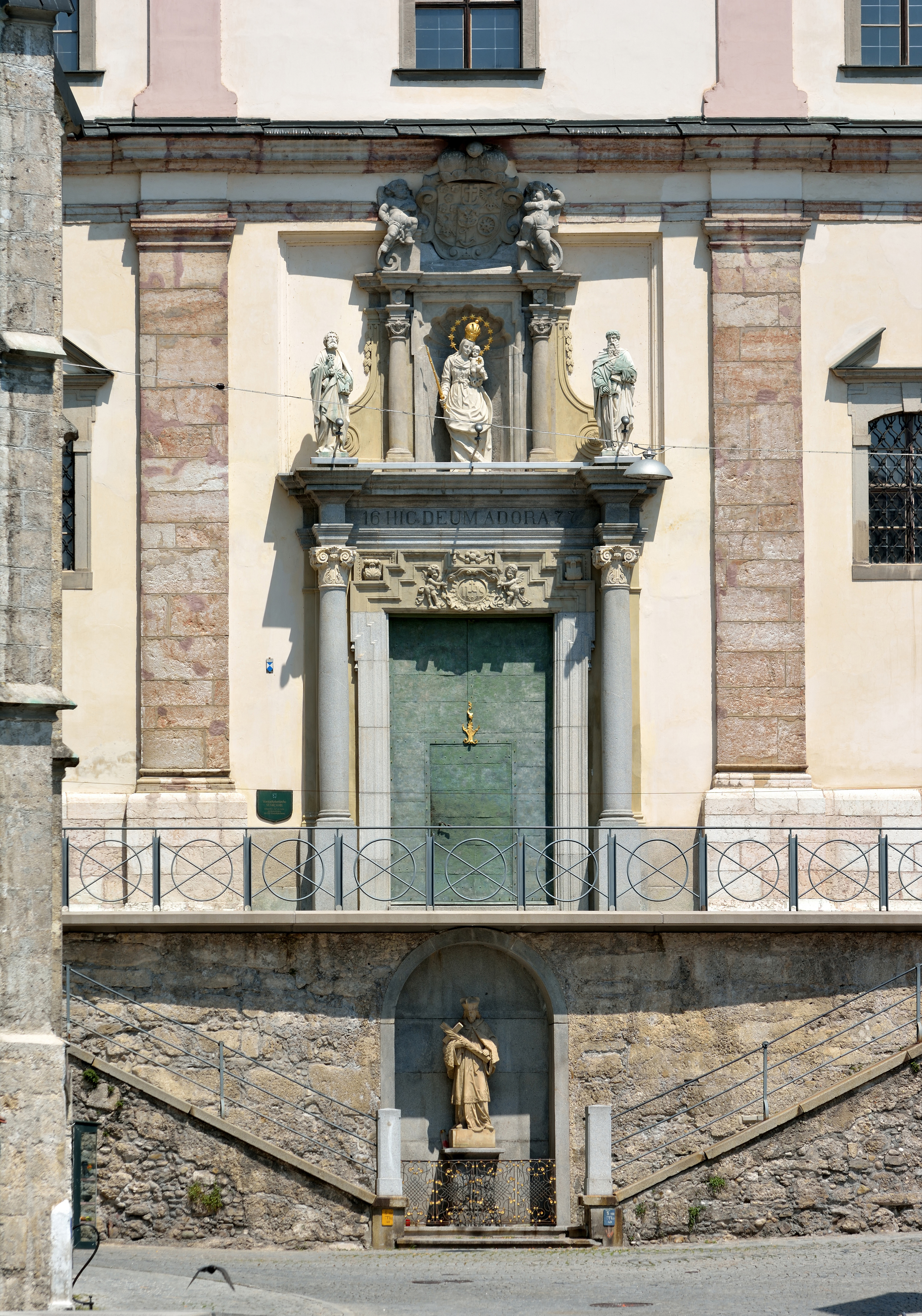
Portal

1630 beauftragte Kaiser Ferdinand II. die Stadt Steyr, elf Häuser in der Nähe des Bürgerspitals den Jesuiten zum Bau einer Kirche mit Kollegium zu überlassen. 1632 übernahm der Orden die Objekte und begann mit dem Schulunterricht. 1634 begann der Abbruch der Häuser und die Vorbereitung zum Bau einer neuen Kirche. 1648 fand die Einweihung der Kirche durch den Passauer Weihbischof Ulrich Grappler von Trappenburg statt. 1677 wurde der Bau der beiden Türme abgeschlossen. Kaum war die Kirche vollendet, begann 1678 der Bau eines sechsklassigen Gymnasialgebäudes. Nach zwei Jahren Bauzeit konnte der Unterricht in der neuen Schule aufgenommen werden. Die Türme der Michaelerkirche wurden von 1766 bis 1770 erhöht und Franz Xaver Gürtler, der Künstler des Hochaltarbildes, bemalte den Giebel ebenfalls mit einem Engelssturz. Die Kirche bestand bis zur Aufhebung des Jesuitenordens 1773 als Kollegskirche. Bis 1785 bestand in Steyr nur eine Pfarre, St. Ägid und Koloman – die heutige Stadtpfarrkirche. Kaiser Joseph II. erreichte mit seinen Reformen der Kirchenorganisation eine Intensivierung der Seelsorge. Die verwaiste Kirche der Jesuiten bot sich als zweite Pfarrkirche von Steyr an. 1785 entstand die Vorstadtpfarre mit der Kirche zum heiligen Erzengel Michael. Um einen Pfarrhof zu bekommen, profanierte man die gegenüberliegende gotische Spitalskirche und baute diese zu einem Wohn- und Pfarrhaus um. Für das Pfarrjubiläum wurde die Kirche in der Zeit von 1877 bis 1885 grundlegend renoviert. Diese Renovierung musste 1989 korrigiert und den heutigen Anforderungen der Denkmalpflege angepasst werden.

## Baubeschreibung

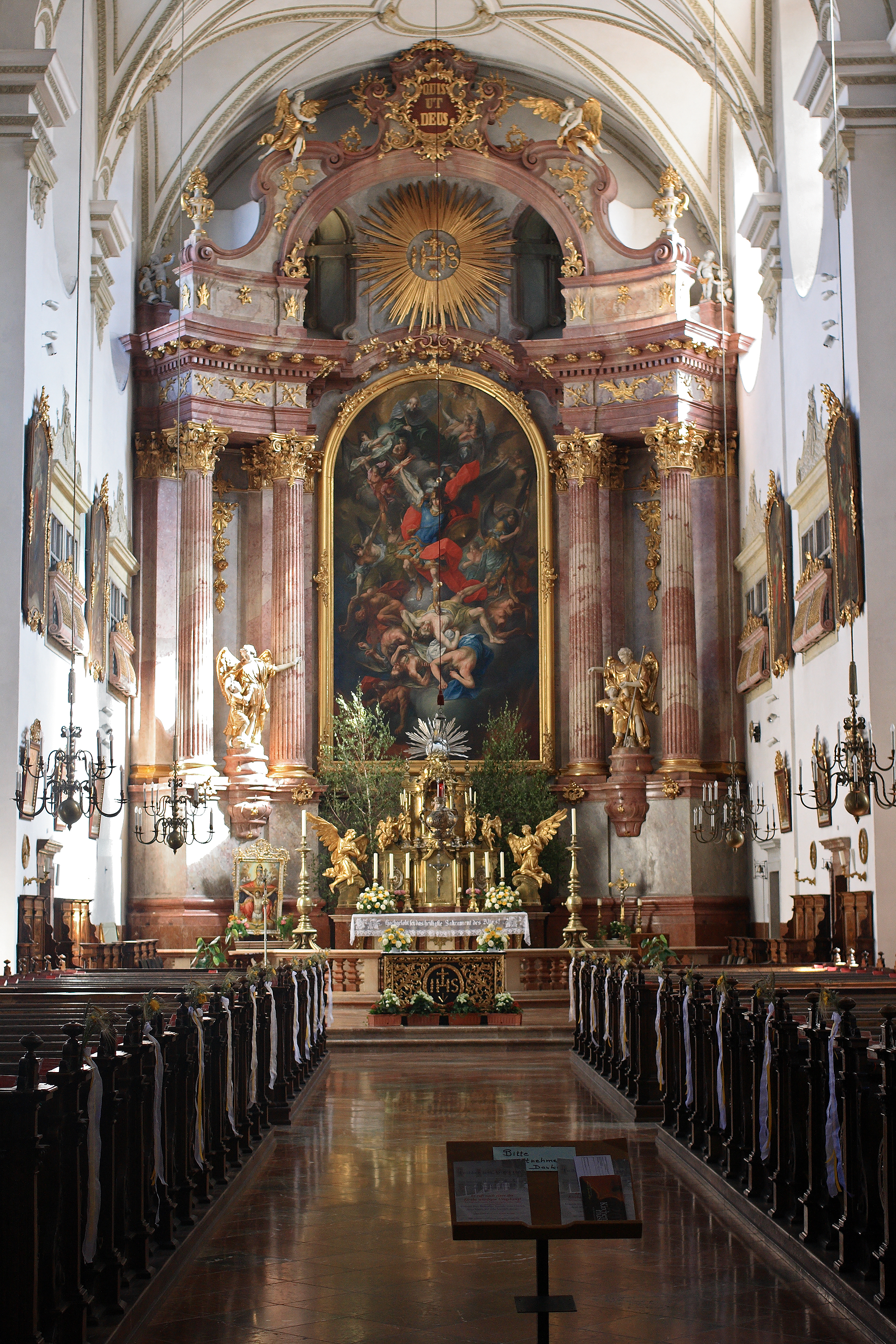
Das Kirchenschiff mit Blick zum Hochaltar

Die Bautypologie der Steyrer Michaelerkirche zeigt Parallelen zur Jesuitenkirche in München. In der Münchner Jesuitenkirche St. Michael ist erstmals der Bautypus der Wandpfeilerkirchen anzutreffen, in der ein Langhaus mit angesetzten Kapellennischen das architektonische Hauptmotiv darstellt. Dieser Bautypus beherrscht in der 2. Hälfte des 17. Jahrhunderts den ganzen süddeutschen Raum. Die Kirche in Steyr besitzt ein einschiffiges, vierjochiges nord-süd-gerichtetes Langhaus mit Stichkappentonnengewölbe auf Gurten. Im südlichen Joch befindet sich die dreiachsige Orgelempore auf einem Kreuzgratgewölbe. In den drei anschließenden Jochen sind tonnengewölbte Seitenkapellen angeordnet. An allen Emporen bilden über den Seitenkapellen reich gestaltete schmiedeeiserne Spiralgitter aus dem letzten Viertel des 17. Jahrhunderts den Abschluss zum Langhaus. An allen Gewölben der Kirche sind Stuckverzierungen mit Palmetten, Perl- und Eierstäben sowie Engelköpfen zu sehen. Dieser Stuck wurde bei vorangegangenen Restaurierungen mehrmals übermalt. 1989 fand die letzte große Restaurierung der Kirche statt, bei der die ursprüngliche Raumfassung wiederhergestellt wurde, außerdem konnten Fresken aus der Bauzeit mit den Darstellungen der vier Erzengel (Michael, Gabriel, Raphael und Uriel) freigelegt werden. Für den Kircheninnenraum charakteristisch ist die ionische Kolossalpilasterordnung.
Der mächtige Kirchenbau steht auf einer Erhöhung über dem Brückenkopf und beherrscht das Stadtbild des Steyrdorfes. Die dreigeschoßige, zweitürmige Fassade besitzt ein monumentales Eingangsportal, datiert 1677, mit der Inschrift HIC DEUM ADORA (lat. „hier bete Gott an“), darüber steht in einer Nische eine Statue der Gottesmutter mit dem Jesuskind, flankiert von Statuen der Apostel Petrus und Paulus. An der obersten Stelle des Portals ist das Wappen der Fürsten Eggenberg eingearbeitet.
An der linken Seite der Kirche ist eine größere Kapelle angebaut, die dem heiligen Franz Xaver geweiht ist.

## Ausstattung
Der wesentliche Teil der Einrichtung stammt aus der Zeit von 1763 bis 1771. Der Innenraum ist vom späten Barock und Klassizismus geprägt.
Der mächtige Hochaltar, der den gesamten Chor einnimmt, stammt aus den Jahren 1766/67 und ist im Aufbau klassizistisch beeinflusst. 1769 malte der in Steyr ansässige Meister Franz Xaver Gürtler das Altarbild mit der Darstellung des Erzengels Michael als Sieger über Luzifer. Die mächtigen Statuen stellen auf der rechten Seite den heiligen Erzengel Raphael mit Tobias dar, links den heiligen Schutzengel. Das Tabernakel am Hauptaltar wurde von Richard Jordan entworfen.
Die Kanzel und die Orgel zählen zu den wertvollsten Einrichtungsgegenständen der Pfarrkirche. Die um 1770 hergestellte Kanzel ist eine Stiftung der in Steyr beheimateten Fürstenfamilie Lamberg, deren Wappen den Schalldeckel ziert. Den oberen Abschluss bildet eine Statue des guten Hirten. Eine eindrucksvolle Schnitzarbeit zeigen die Stuhlwangen der Kirchenbänke.

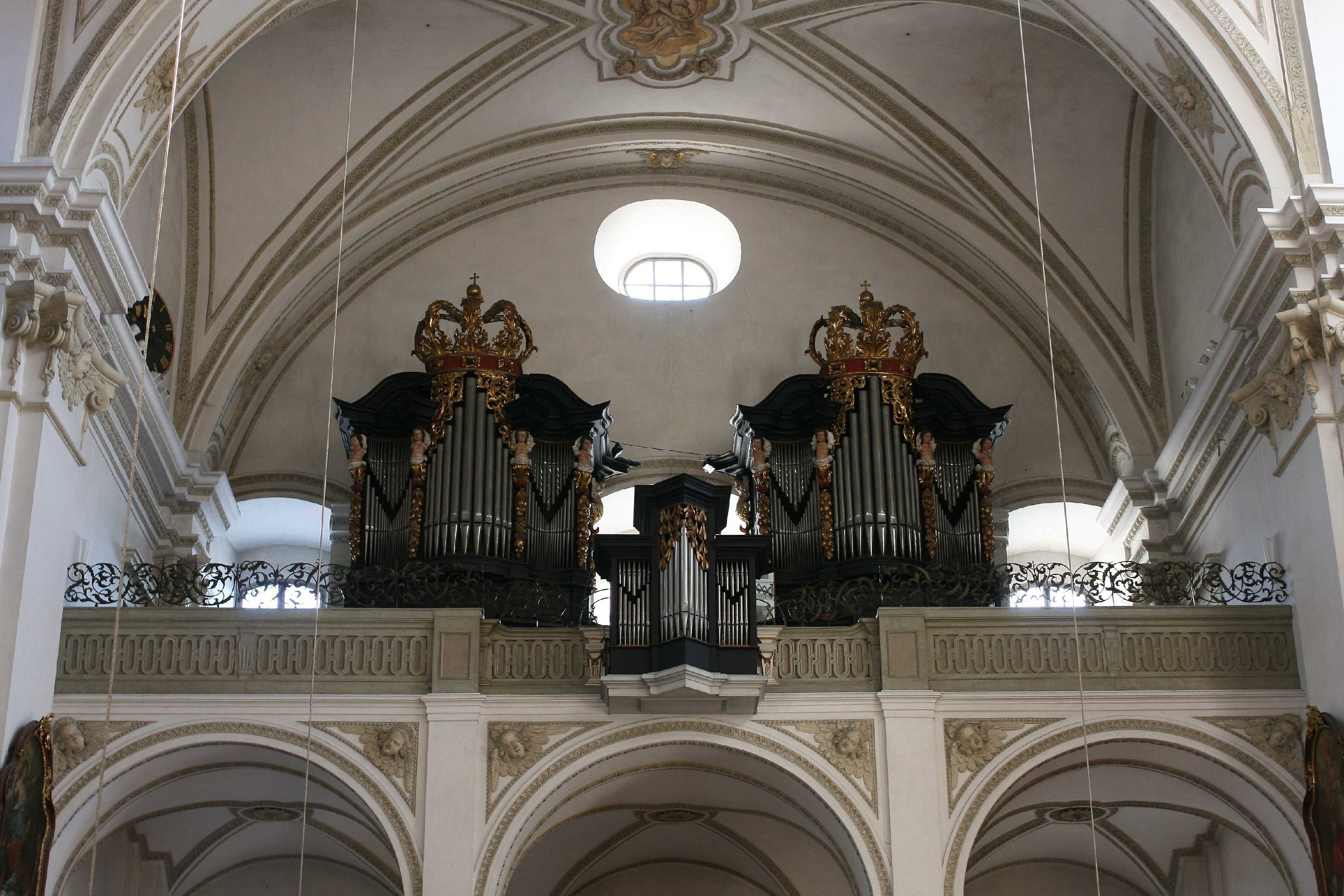
Die Orgel

Die Orgel stammt aus der Garstner Stiftskirche und ist ein frühes Werk von Johann Ignaz Egedacher. Sie entstand 1707 und wurde im Zuge der josephinischen Reformen in die Michaelerkirche übertragen. Die Renovierung und Erweiterung erfolgten 1780 durch Franz Xaver Krisman. Das Instrument hat 27 Register auf zwei Manualwerken und Pedal. Die Spiel- und Registertrakturen sind mechanisch.

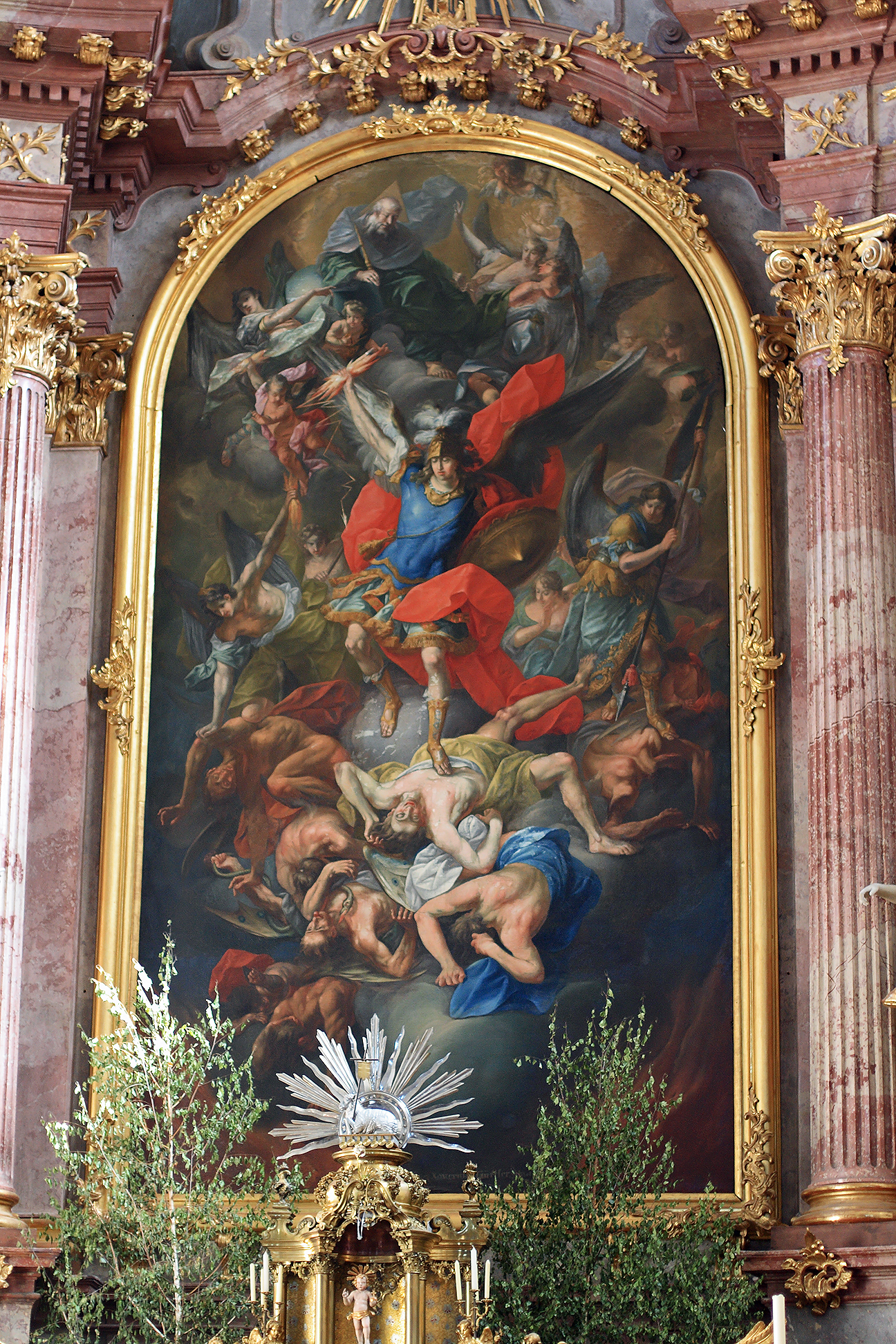
Das Altarbild
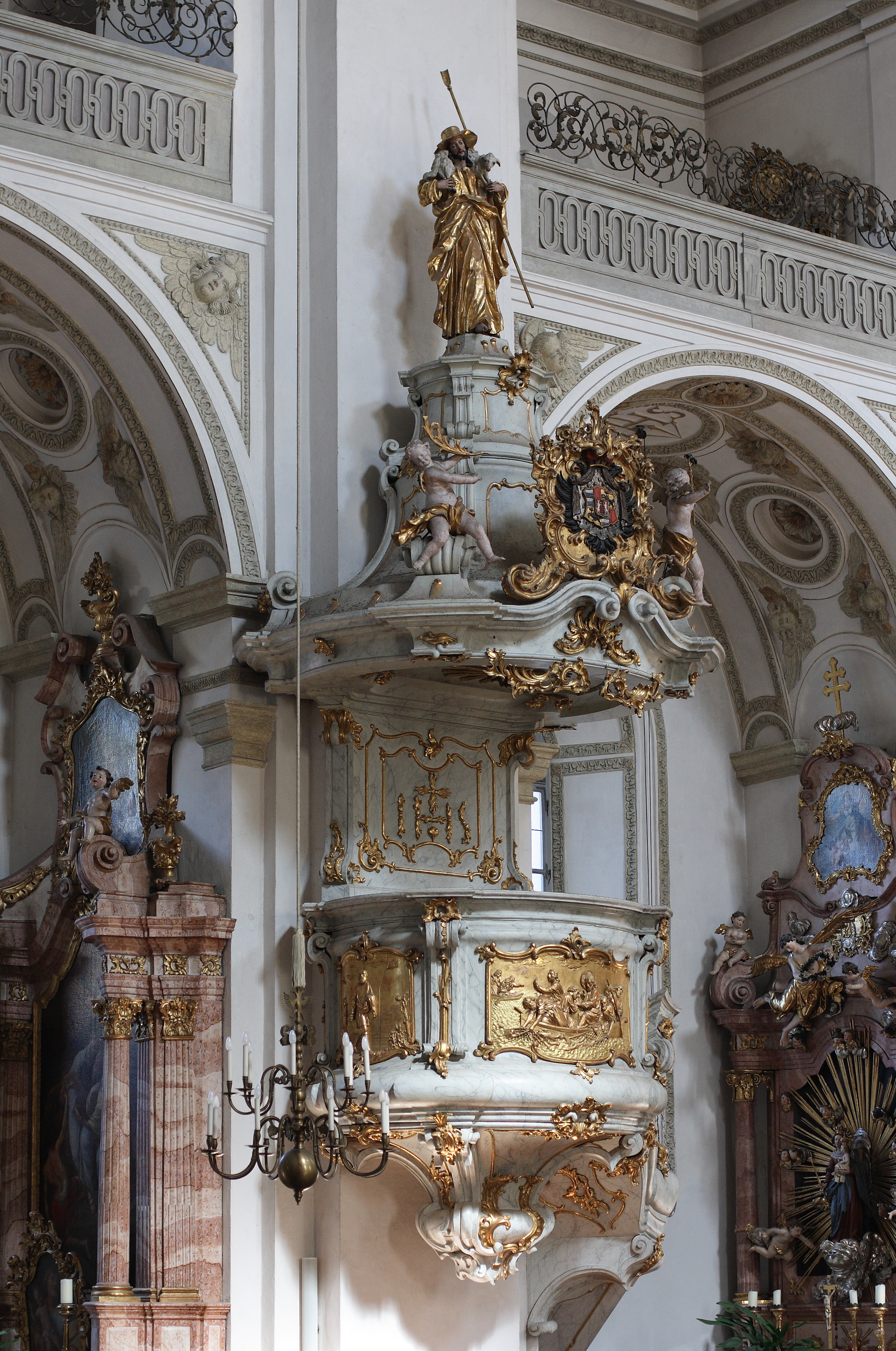
Die Kanzel

| I Hauptwerk C–g3 |                     |        |
| 1.               | Quintade            | 16′    |
| 2.               | Prinzipal           | 08′    |
| 3.               | Coppel              | 08′    |
| 4.               | Gemshorn            | 08′    |
| 5.               | Oktav               | 04′    |
| 6.               | Flöte               | 04′    |
| 7.               | Quint               | 02 ⁄3′ |
| 8.               | Oktav               | 02′    |
| 9.               | Mixtur Major IV-V   | 02′    |
| 10.              | Mixtur Minor III-IV | 01 ⁄3′ |
| 11.              | Trompete            | 08′    |

| II Rückpositiv C–g3 |           |       |
| 12.                 | Gedackt   | 8′    |
| 13.                 | Prinzipal | 4′    |
| 14.                 | Rohrflöte | 4′    |
| 15.                 | Oktav     | 2′    |
| 16.                 | Quint     | 1 ⁄3′ |
| 17.                 | Mixtur IV | 1 ⁄3′ |
| 18.                 | Cimbel II | 2⁄3′  |
| 19.                 | Krummhorn | 8′    |

| Pedalwerk C–f1 |              |        |
| 20.            | Prinzipalbaß | 16′    |
| 21.            | Subbaß       | 16′    |
| 22.            | Prinzipalbaß | 08′    |
| 23.            | Oktavbaß     | 04′    |
| 24.            | Nachthorn    | 02′    |
| 25.            | Mixtur IV    | 02 ⁄3′ |
| 26.            | Posaune      | 16′    |
| 27.            | Posaune      | 08′    |

- Koppeln: II/I, I/P, II/P

- Das Altarbild
- Die Kanzel

## Städtebauliche Einordnung
Dominant steht die Michaelerkirche erhöht auf einer Plattform am Kreuzungspunkt der Straßenzüge Kirchengasse – Schlüsselhofgasse – Steyrbrücke, den Hauptverkehrswegen einerseits nach Wels und Linz und andererseits nach Enns bis in die 1950er Jahre. Ihre Türme sind vom Stadtplatz kommend, am Beginn der Engen Gasse ein Merkzeichen, das in der Gegenreformation die Anwesenheit einer strengen Kirchenvertretung den Bürgern auch im Altstadtteil signalisierte. Festungsartig erscheint der Kirchenkomplex mit dem massiven Baukörper des angebauten Gymnasiums am Aufstieg zum Tabor und torhaft zur beginnenden Kirchengasse. Die wertvolle und bedeutende baukünstlerische Wirkung ist auch im Zusammenspiel mit der Bürgerspitalskirche und dem gedrungenen Bau des Bürgerspitals zu sehen, deren Wirkung in der Spiegelung im Steyr-Fluss übersteigert wird.

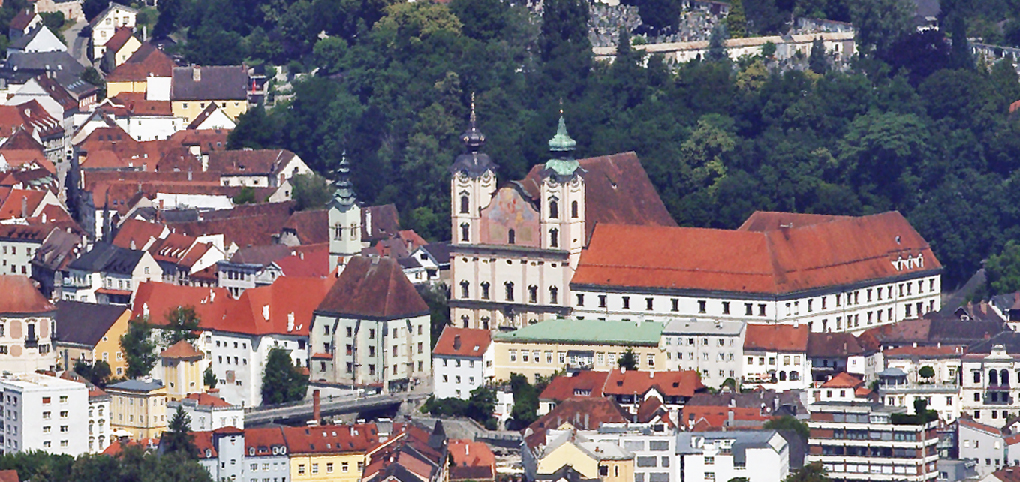
Städtebauliches Umfeld
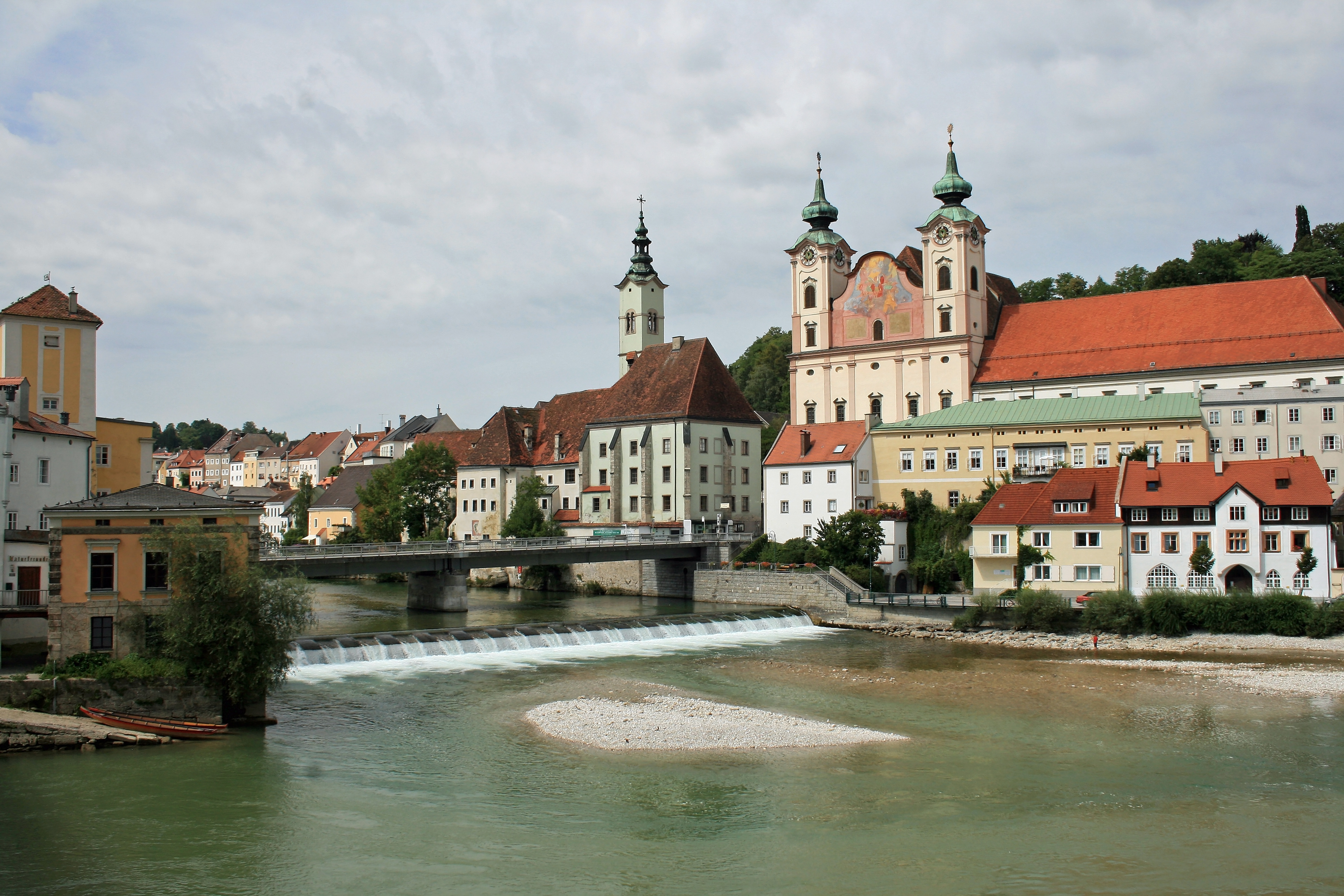
Blick von der Ennsbrücke mit der Steyrmündung im Vordergrund
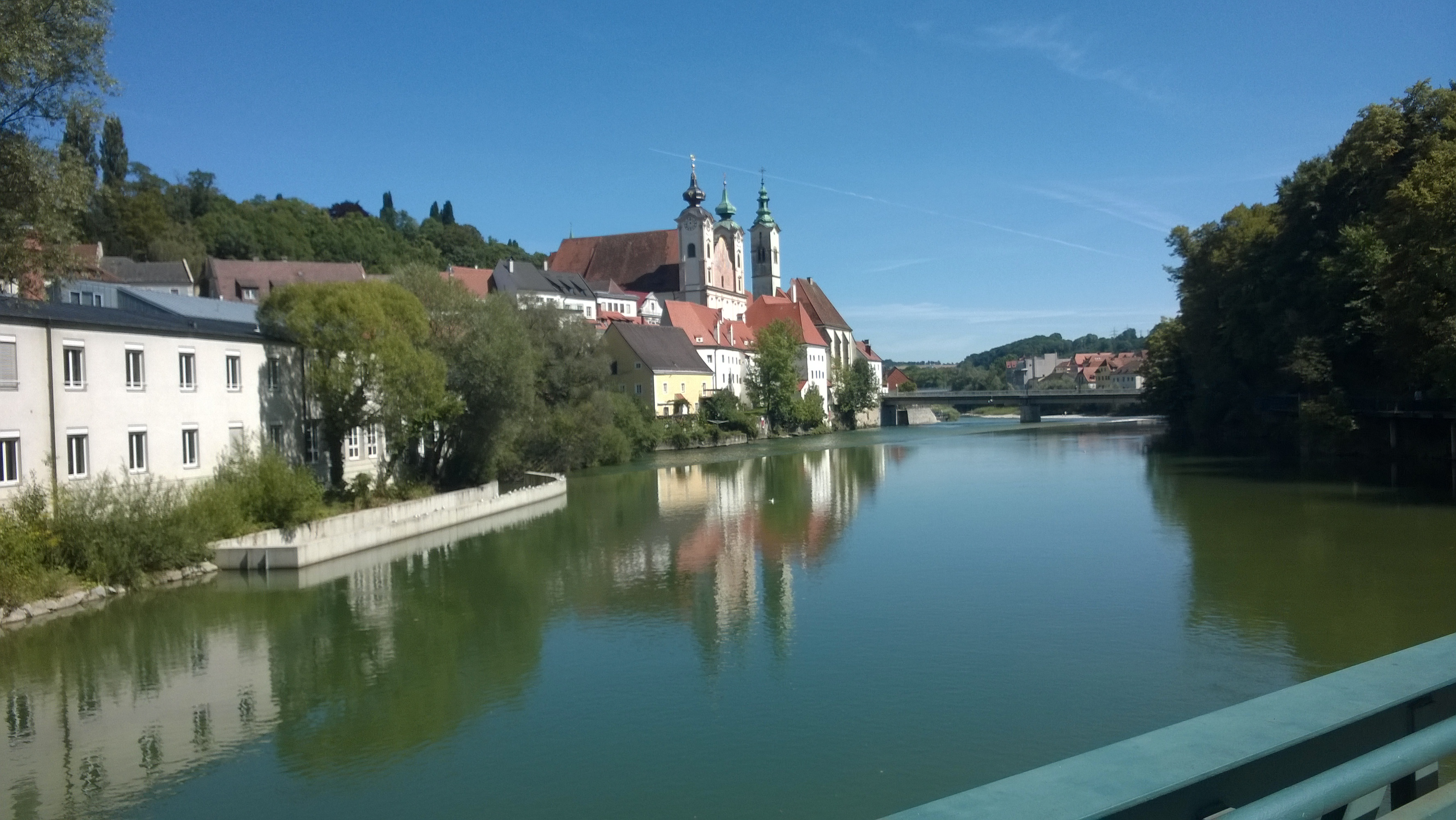
Spiegelungen im Fluss: Blick vom Museumssteg